# Cyrtodactylus rubidus
Espèce
Synonymes
- Puellula rubida Blyth, 1861
- Gecko tigris Tytler, 1864

Cyrtodactylus rubidus est une espèce de geckos de la famille des Gekkonidae.

## Répartition
Cette espèce se rencontre dans les îles Andaman en Inde et les îles Coco en Birmanie.

## Publication originale
- Blyth, 1861 : Proceedings of the Society. Report of the Curator. Journal of the Asiatic Society of Bengal, vol. 29, p. 87-115 (texte intégral).